# Muellerina
Muellerina is een geslacht van kreeftachtigen uit de klasse van de Ostracoda (mosselkreeftjes).

## Soorten
- Muellerina angustatissima (Lienenklaus, 1900) Wouters, 1979 †
- Muellerina bartoniana (Haskins, 1972) Wouters, 1979 †
- Muellerina bassiounii Hazel, 1983 †
- Muellerina blowi Hazel, 1983 †
- Muellerina canadensis (Brady, 1870) Hazel, 1967
- Muellerina cribrosa Ramos, Coimbra & Whatley, 2009
- Muellerina elongata (Scheremeta, 1969) Szczechura, 1977 †
- Muellerina hazeli Coles & Cronin, 1987
- Muellerina lienenklausi (Ulrich & Bassler, 1904) Hazel, 1967 †
- Muellerina micula (Ulrich & Bassler, 1904) Swain, 1974 †
- Muellerina ohmerti Hazel, 1983 †
- Muellerina problematica (Seguenza, 1884) Ruggieri, 1975
- Muellerina sinecosta Pietrzeniuk, 1969 †
- Muellerina wardi Hazel, 1983 †